# Pieter Platteel
Pieter Johannes Platteel (Utrecht, 14 augustus 1911 – Hilversum, 19 augustus 1978) was een Nederlands ambtenaar en burgemeester voor de Anti-Revolutionaire Partij (ARP).
Platteel werd geboren als zoon van een medewerker bij de NS. Hij volgde de hbs, werd opgeleid voor de Indische bestuursdienst en promoveerde op 27 november 1936 aan de Rijksuniversiteit Utrecht bij Carel Gerretson tot doctor in de letteren en wijsbegeerte. Vanaf 1937 werkte hij als bestuursambtenaar in Nederlands-Indië, eerst in Purwokerto, daarna te Bandoeng en vervolgens in de residentie Bali en Lombok. Tijdens zijn periode te Bandoeng was hij opgeleid tot reserve-officier bij het KNIL en toen Nederlands-Indië in 1942 werd aangevallen door Japan was hij adjudant te Bali. Platteel werd geïnterneerd, werd in augustus 1945 bevrijd en vervulde bestuursfuncties te Soerabaja, Mojokerto en Besoeki.
Na de soevereiniteitsoverdracht keerde hij terug naar Nederland. Platteel werkte van september 1950 tot eind april 1951 bij de Binnenlandse Veiligheidsdienst. Hierna werd hij adjunct-directeur van de gemeentelijke sociale dienst van Rotterdam en in 1954 directeur van de sociale dienst van Den Haag. In 1956 was hij Tweede Kamer-kandidaat voor de ARP op een onverkiesbare plaats. Per 1 mei 1958 werd Platteel door minister Gerard Helders benoemd tot gouverneur van Nederlands-Nieuw-Guinea, met als standplaats Hollandia. Hij zou de laatste Nederlandse gouverneur in de Oost blijken te zijn. Tijdens zijn bewind werd hem nalatigheid verweten, omdat hij koloniaal bestuursambtenaar Rolph Gonsalves had gehandhaafd op diens post in de Baliemvallei, hoewel hij wist dat Gonsalves overspannen was geraakt.
Op 28 september 1962 verliet Platteel Nieuw-Guinea. Zijn bestuurstaak werd overgenomen door de Verenigde Naties. Per 1 oktober kreeg hij eervol ontslag.
Terug in Nederland werd Platteel op 16 december van datzelfde jaar burgemeester van Ede. Hij bleef dat tot 16 mei 1968 toen hij Joost Boot opvolgde als burgemeester van Hilversum - traditioneel een ARP-functie. Op 26 augustus 1976 zat Platteel zijn laatste raadsvergadering voor. Per 1 september van dat jaar ging hij met pensioen.
Platteel overleed op 67-jarige leeftijd te Hilversum. Hij was gehuwd met Margaretha Laseur; het paar had twee zoons.